# Бесхвостые тимелии
Бесхвостые тимелии (лат. Pnoepyga) — род воробьиных птиц, обитающих в Южной и Юго-Восточной Азии. Род долгое время находился в семействе тимелиевых. В 2009 году исследование ДНК тимелиевых и славковых не нашло поддержки по размещению рода в одном из семейств, что побудило авторов создать новое монотипическое семейство бесхвостковых (Pnoepygidae).

## Описание
Бесхвостые тимелии внешне напоминают крапивников. Их оперение коричневатое и обычно светлее на груди и брюшке. Самцов и самок практически невозможно отличить по окраске. Тело небольшое, округло-овальной формы. Голова среднего размера, шея короткая и толстая. Узкий клюв средней длины; он прямой.

## Распространение
Этот род мелких воробьиных птиц в основном широко распространён в горных районах Южной и Юго-Восточной Азии. Большая бесхвостая тимелия встречается в горных районах Северной Индии на востоке до Южного Китая и Северного Вьетнама. Pnoepyga formosana — эндемик Тайваня, имеющий ограниченный ареал, как и вид Pnoepyga immaculata, встречаясь в основном в Непале (и немного в Индии). Самым распространенным видом является малая бесхвостая тимелия, которая встречается от Китая и южной Индии до Юго-Восточной Азии, на полуострове Малакка и в Индонезии, на островах Флорес и Тимор.

## Образ жизни
Вероятно, представители данного вида моногамны,  и оба пола строят гнездо, насиживают и кормят детенышей. Кладка состоит из двух-шести яиц, причем меньшие размеры кладки типичны для видов, обитающих в тропических регионах, в то время как виды, обитающие в умеренных или субтропических регионах, откладывают больше яиц.

## Классификация
Международный союз орнитологов относит к роду 4 вида:
- Pnoepyga albiventer (Hodgson, 1837) — Большая бесхвостая тимелия[1]
- Pnoepyga formosana W. Ingram, 1909
- Pnoepyga immaculata J. Martens & Eck, 1991
- Pnoepyga pusilla Hodgson, 1845 — Малая бесхвостая тимелия[1], или малая бесхвостка[2]